# Batalla de Yenín

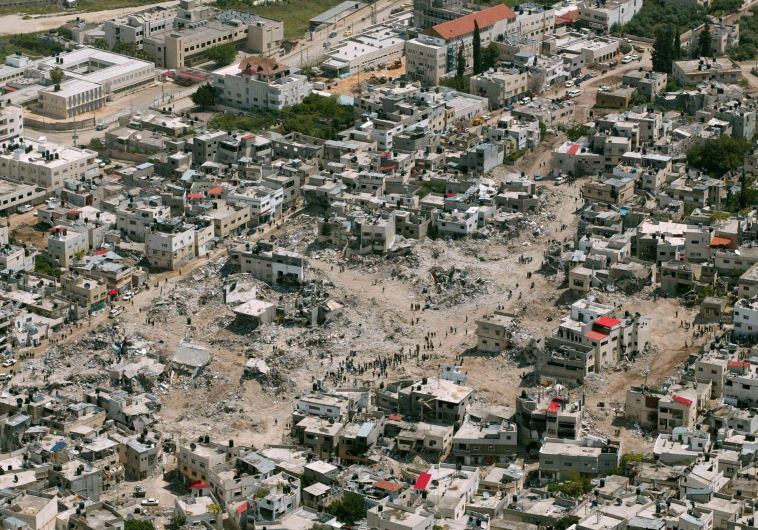
Vista de la destrucción en el campo de refugiados de Yenín después de la batalla, foto tomada por las IDF.

La batalla de Yenín tuvo lugar en abril del 2002 en el campo de refugiados palestinos de Yenín, como parte de la operación militar Escudo Defensivo llevada a cabo por el ejército israelí en Cisjordania.
Israel justificó la incursión alegando que desde Yenín se planeaban numerosos ataques terroristas contra civiles israelíes, cosa que los palestinos rechazaron, denunciando que la ciudad fue atacada indiscriminadamente.
De acuerdo con las Naciones Unidas, en Yenín murieron 52 palestinos en total, combatientes y civiles. El ejército israelí y la ONG Human Rights Watch corroboraron esta cifra. Por la parte israelí, 23 soldados israelíes murieron durante el combate.
La batalla atrajo la atención internacional, debido a las denuncias por parte de la Autoridad Nacional Palestina, Human Rights Watch y Amnistía Internacional de que se habían cometido crímenes de guerra consistiendo en homicidios ilegales y trato degradante a detenidos, torturas y detenciones arbitrarias, uso desproporcionado de la fuerza, uso de escudos humanos, bloqueo y ataques a la asistencia médica, bloqueo del abastecimiento en agua y alimentos, destrucción y daños causados a las infraestructuras civiles y a la propiedad privada. Estos hechos fueron corroborados por el informe de las Naciones Unidas, que recalcó que ninguna de las partes respetó la Convención de Ginebra teniendo en cuenta que los combatientes palestinos habían instalado sus bases en una zona de gran densidad de población civil. Se denunció también el hecho de que Israel impidiera la labor de los observadores internacionales.

## Contexto previo a la batalla de Yenín
Desde septiembre de 2000 se sucedían los ataques terroristas de palestinos contra israelíes, seguidos de incursiones militares israelíes en zonas palestinas, que al 7 de mayo de 2002 habían ocasionado la muerte de 441 israelíes y 1.539 palestinos. La espiral de violencia se intensificó en los primeros meses de 2002 y llegó a su apogeo en marzo y abril, sin que las partes atendieran las advertencias de la comunidad internacional.
Desde principios de marzo hasta la primera semana de mayo de 2002, hubo aproximadamente 16 atentados con bomba en Israel, sobre todo ataques perpetrados por terroristas suicidas. Más de 100 civiles fueron asesinados y docenas fueron heridos. Durante ese mismo período, las Fuerzas de Defensa de Israel emprendieron dos oleadas de incursiones militares con tropas terrestres, carros de combate, helicópteros de asalto y cazas a chorro F-16 en zonas civiles y campamentos de refugiados, ocasionando un número considerable de muertes entre la población civil. Por otra parte, las instalaciones y fuerzas de seguridad de la Autoridad Nacional Palestina fueron objeto de frecuentes incursiones militares israelíes que debilitaron gravemente la capacidad de la Autoridad Palestina para emprender una acción eficaz contra los grupos militantes que atacaban a los israelíes y que se aprovecharon de este vacío para aumentar sus agresiones contra la población civil israelí. El 8 de marzo y el 9 de marzo, 18 israelíes fueron asesinados en dos ataques palestinos separados, y 48 palestinos en las incursiones que llevó a cabo Israel a raíz de estos atentados. El 27 de marzo, un ataque terrorista en Netanya mató a 28 personas e hirió otras 140. Tras este atentado, el gobierno de Israel decidió lanzar en Cisjordania la Operación Muro Defensivo con el objetivo de «hacer fracasar la infraestructura terrorista palestina e impedir que se produjera una nueva serie de atentados terroristas».
El campo de Yenín es el segundo campo de refugiados más grande de Cisjordania. Está ubicado cerca de asentamientos israelíes y de la línea verde, y desde 1995 pertenece a la zona A de los territorios palestinos, bajo control civil y de la seguridad palestina. Tanto fuentes israelíes como palestinas habían brindado información a la ONU de que 200 hombres armados de las Brigadas de los Mártires de Al-Aqsa, Tanzim, Yihad Islámica Palestina y Hamás habían estado utilizando el campo como base de operaciones, también conocida como “la capital de los mártires”. De todos los ataques suicidas lanzados desde que la intifada comenzó en octubre de 2000, el gobierno de Israel alegó que 28 habían provenido del campo de Yenín.
Cuando Yenín quedó bajo control de la Autoridad Palestina en el año 1995, debido a la firma de los Acuerdos de Oslo, estaba, según los términos del acuerdo, el deber de la Autoridad Palestina de proteger a civiles israelíes de ataques palestinos - incluyendo los ataques terroristas suicidas - que proviniesen de los territorios bajo su control. Yenín era uno de esos territorios.

## El enfrentamiento

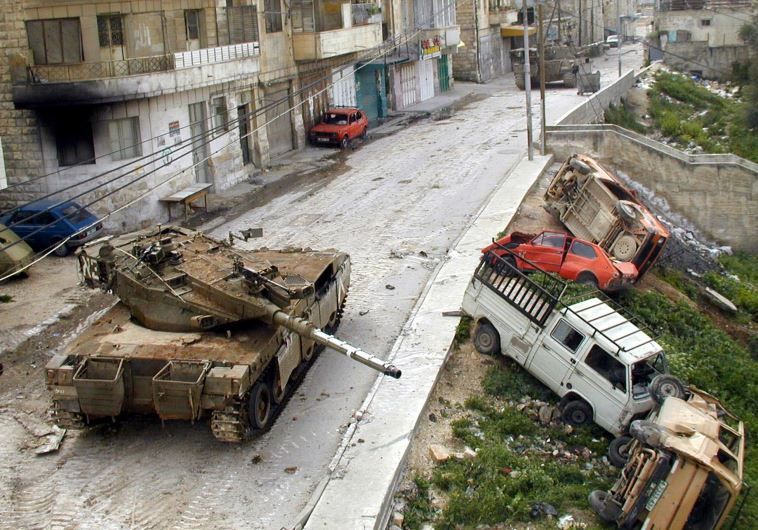
Tanques israelíes en las calles de Yenín.

Según las informaciones recopiladas por las Naciones Unidas y procedentes del Gobierno de Israel, la Autoridad Palestina, las propias Naciones Unidas y otras fuentes internacionales, el ataque de las FDI al campamento de Yenín se desarrolló entre el 3 de abril de 2002, fecha de la primera ofensiva, y el 18 de abril de 2002, fecha en la que las Fuerzas de Defensa de Israel se retiraron y levantaron el toque de queda.

### Del 3 al 9 de abril
Nada más iniciarse la ofensiva, las FDI rodearon y penetraron en la ciudad de Yenín y su campamento de refugiados declarándolos zona militar cerrada, impusieron un toque de queda de 24 horas al día y cortaron el suministro de electricidad a la ciudad y al campamento. Prohibieron todo acceso y pidieron a los habitantes del campamento que lo evacuaran. Según varios informes y testimonios de soldados israelíes, no hubo suficientes anuncios y muchos civiles los ignoraron. Se estima que de los 14.000 residentes, gran parte huyó antes o al principio de la incursión, otros el 9 de abril, y que unas 4.000 personas habrían permanecido en el interior del campamento.
El ataque se lanzó en la madrugada del 3 de abril, y se encontró con una fiera resistencia palestina, según acuerdan todas las fuentes. Los israelíes aseguran haber empleado en un primer tiempo solo a tropas de infantería para minimizar los daños a civiles, mientras otras fuentes confirman que se utilizaron helicópteros y hasta 60 tanques. También las fuentes coinciden en que los palestinos habían colocado trampas explosivas en algunas casas, y que las fuerzas israelíes emplearon excavadoras blindadas para demoler viviendas y otros edificios a fin de abrir amplíos corredores.
Conforme las tropas israelíes penetraban en el campamento, los militantes palestinos se trasladaban hacia el centro del campamento. Los combates con más víctimas en ambos bandos ocurrieron del 5 al 9 de abril, cuando las FDI aumentaron los ataques con misiles lanzados desde helicópteros y las demoliciones con excavadoras. El 9 de abril, 13 militares israelíes murieron en una emboscada en el centro del campamento, fecha a partir de la cual parece que las IDF modificaron sus táctica de registro domiciliario y destrucción de viviendas para dedicarse a un bombardeo más generalizado con tanques y misiles, hecho que negaron los israelíes.

### Del 9 al 11 de abril
Después del 9 de abril no hubo más muertos de las FDI en Yenín, y en esta segunda etapa se produjeron los mayores destrozos materiales a la vez que disminuían los combates. El distrito central de Hawashin quedó totalmente destruido, muchas viviendas civiles desaparecieron por completo y muchas más resultaron gravemente dañadas. También algunas instalaciones del Organismo de Obras Públicas y Socorro de las Naciones Unidas (OOPS) en el campamento, como su centro de salud y su oficina de servicios sanitarios, fueron gravemente dañados. El 11 de abril, las FDI lograron controlar el campamento y los últimos combatientes palestinos se rindieron tras haber pedido que la organización israelí de derechos humanos B'Tselem hiciera de mediadora.

### Del 11 al 18 de abril
Después de la rendición y hasta 15 de abril, las FDI no permitieron que las ambulancias y el personal sanitario llegaran hasta los heridos dentro del campamento, a pesar de las repetidas solicitudes formuladas por las Naciones Unidas y otros organismos humanitarios. Desde el 4 de abril, las FDI habían ordenado a la Sociedad de la Media Luna Roja Palestina que cesara sus operaciones y habían clausurado el hospital de Yenín. Ninguno de los palestinos del hospital fue autorizado a salir hasta el 15 de abril. Tampoco se permitieron las entregas de alimentos y la crisis humanitaria se exacerbó debido a que las FDI habían cortado el suministro desde el primer día de la ofensiva, y no lo restablecieron hasta el 21 de abril. Los organismos de ayuda fueron autorizados en entrar escoltados al campamento a partir del día 15, pero sus actividades se vieron ralentizadas debido a las grandes cantidades de municiones y artefactos sin explosionar de los combatientes palestinos y de las FDI. Las negociaciones de las Naciones Unidas y los organismos internacionales con las FDI para que permitieran que equipos especializados entraran para eliminar las municiones y los artefactos sin explosionar duraron varias semanas. El gobierno israelí no permitió al equipo de investigación enviado por la ONU que entrara en el campamento de Yenín, ni en las demás ciudades palestinas afectadas por la Operación Muro Defensivo.
El 18 de abril las fuerzas militares israelíes se retiraron. A finales de mayo el hospital de Yenín había registrado 52 muertos palestinos, se habían destruido unos 150 edificios y la estructura de muchos otros quedó inestable. 450 familias palestinas quedaron sin hogar. Según estimaciones aproximadas, el coste de la propiedad destruida ascendió a 27 millones de dólares estadounidenses.

## El informe de las Naciones Unidas
En el verano de 2002 se publicó el informe elaborado por las Naciones Unidas a petición del Consejo de Seguridad, con datos recabados sin visitar el terreno (tal como señala el propio informe), para reflejar los acontecimientos ocurridos en Yenín y otras ciudades palestinas. La Autoridad Palestina presentó información, mientras que el Gobierno de Israel no lo hizo y el informe utilizó la información proveniente del Gobierno de Israel que podía obtenerse públicamente. Rechazó las acusaciones palestinas de que se había perpetrado allí una matanza, pero afirmaba que Israel habría cometido en Yenín violaciones al derecho humanitario internacional, como retrasar la ayuda a los heridos, atacar ambulancias y emplear a civiles como escudos humanos. Dicho informe aseguraba que habían fallecido 497 palestinos y que 1.447 habían resultado heridos en el curso de la reocupación de las zonas palestinas por parte de las Fuerzas de Defensa de Israel entre el 1 de marzo y el 7 de mayo de 2002; también fueron abatidos 23 soldados israelíes durante las operaciones contra el campo de Yenín.
La organización de defensa de los derechos humanos Human Rights Watch estimó que el informe de Naciones Unidas es «claramente parcial»: «las únicas personas que pueden alegrarse [del contenido del informe] son quienes desde el principio hicieron imposible la investigación de Naciones Unidas, es decir los israelíes». Amnistía Internacional señaló que el informe publicado por la ONU «es una recopilación de documentos procedentes de distintas fuentes», al tiempo que lamentó que el gobierno israelí «haya obstaculizado la búsqueda de la verdad y de la justicia». Según el responsable de investigaciones de la ONU «no es un informe del que Naciones Unidas pueda enorgullecerse», y «en lugar de aclarar lo que pasó, solamente agrega confusión». Asimismo, el enviado de la ONU Terje Roed-Larsen declaró en su visita a Yenín que "el estado del campamento tras los ataques era horrendo más allá de lo imaginable", y que "resultaba moralmente repugnante que Israel hubiese bloqueado la ayuda humanitaria durante los 11 días posteriores".
De esta forma, los rumores de que se había producido una matanza en Yenín, sostenidos incluso por fuentes oficiales palestinas, encontraron su eco a través de los medios de comunicación internacionales. No obstante, posteriores investigaciones no encontraron evidencias para sostener la existencia de una masacre, y los recuentos oficiales tanto de fuentes israelíes como palestinas confirmaron únicamente 52 o 54 bajas palestinas, la mayoría combatientes, y 23 soldados israelíes como los fallecidos totales en el enfrentamiento.

## El informe de Human Rights Watch

### Víctimas civiles
Pocos días después de la batalla, Human Rights Watch (HRW) publicó un informe detallando los posibles casos de violaciones de los derechos humanos y crímenes de guerra que deberían ser investigados por Israel. En dicho informe detalló como especialmente preocupantes una serie de casos concretos, listados a continuaciónː 
- Kamal Zghair era un vecino de 57 años con una invalidez por la que solo podía moverse con ayuda de una silla de ruedas. Se desplazaba a diario a un almacén cercano donde un amigo le limpiaba la ropa, le daba comida y conversación y, ocasionalmente, le reparaba la silla de ruedas. El 10 de abril, cuando volvía de su visita a su amigo con una bandera blanca atada a la silla, varios tanques dispararon sobre él y lo aplastaron. Cuando HRW comprobó el lugar de los hechos descubrió su silla de ruedas aplastada y llena de balas y su cadáver con un aspecto casi irreconocible.[14] Según HRW, este hecho constituye una seria violación de la ley humanitaria internacional.
- A Hani Abu Rumaila, de 19 años, le dispararon cuando abría la puerta de su casa para saber qué sucedía en el campamento; cayó herido de una pierna y al intentar volver a casa lo remataron con disparos en el abdomen y en el pecho.[14]
- Farwa Jammal, una enfermera de Tulkarem de 27 años que visitaba a su hermana en el campamento, oyó los gritos de Hani Abu Rumaila, se puso su bata blanca con la insignia de la Media Luna Roja y acudió a ayudarlo. En la entrada se encontró con otras personas que discutían sobre cómo actuar; los soldados israelíes dispararon al grupo matando a Farwa e hiriendo a varios otros. Según HRW, "el asesinato o las lesiones de un miembro del personal médico fuera de una zona de combate requiere una investigación por crímenes de guerra".[14]
- Imad Musharaka, de 19 años, estaba con su hermano en la puerta de su casa cuando los soldados dispararon a un vecino que salía de casa, un miembro desarmado de las Brigadas de los Mártires de Al-Aqsa. Al cerciorarse de que no se permitía el acceso de ambulancias, intentó arrastrar el cuerpo a un lugar seguro, momento en el que recibió un balazo en la pierna y, al intentar levantarse, otro en la cabeza que le causó la muerte. Según HRW, "el asesinato a plena luz del día de un civil desarmado requiere una investigación por crímenes de guerra".[14]
- Horas después, la madre del miliciano muerto, al enterarse de que su cadáver había sido trasladado al hospital, decidió ir a ver su cuerpo. Dos niños se empeñaron en acompañarla y, cuando ya se hallaban fuera del campamento y en las cercanías del hospital, una ráfaga de disparos realizada por soldados israelíes mató a uno de ellos, Muhammad Hawashin, de 14 años.[14]
- Ese mismo día, los soldados atacaron la casa de Raja Tawafshi, de 72 años, y mataron a su vecino Ahmad Hamduni, de 85 años, que se había refugiado con él. Después ataron sus manos y pies a una silla junto al cadáver de Ahmad y lo mantuvieron así toda la noche. A la mañana siguiente, le hicieron entrar en cuatro casas vecinas para comprobar que no había bombas en ellas, y finalmente lo liberaron.[14]
- El 4 de abril, Atiya Abu Rumaila, cuyo hijo Hani había muerto el día anterior, estaba en casa con su familia cuando soldados israelíes entraron en ella. Intentaron sin éxito abrir un agujero en la pared para entrar en la casa contigua, y cuando abandonaron la casa dejaron dos bombas sin estallar en una de las habitaciones. Mientras observaba las bombas, Atiya recibió un disparo en la cabeza proveniente de una casa ocupada por el ejército israelí. Sus familiares llamaron a una ambulancia, pero el ejército no la dejó pasar. Una hora después moría Atiya. A su familia la obligaron a pasar una semana entera encerrados junto al cadáver antes de poder salir.[14]
- Abd al-Nasr Gharaib, de 38 años y con problemas mentales, se quedó solo en casa cuando el resto de su familia marchó junto con su padre de 65 años, herido por el ejército israelí. Cuando su hijo de 8 años volvió para comprobar que Abd al-Nasr estaba bien, lo encontró muerto con tres disparos en el pecho y uno en la cabeza. Un vecino testificó que había sido disparado por soldados israelíes.[14]
- El 5 de abril, en una zona del campamento donde no se estaban desarrollando los combates, soldados israelíes llamaron a la puerta de la casa de Afaf Disuqi, de 52 años, exigiendo que sus habitantes abrieran la puerta inmediatamente. Sin embargo, antes de que esto sucediera, colocaron una bomba en la puerta y comenzaron a disparar hacia ella. Afaf, que había acudido a abrir la puerta, murió instantáneamente por la explosión. Varios testigos distintos en entrevistas separadas afirmaron que los soldados rieron al ver lo sucedido. Tras la explosión, no entraron en la casa; al contrario, evacuaron la zona sin realizar más acciones. Según HRW, "el cruel asesinato de Asaf Disuqi, un civil desarmado, constituye un crimen de guerra".[14]
- El 6 de abril, soldados israelíes ocuparon la casa de Abd al-Karim Sa'adi y obligaron a toda su familia y a la de su vecino Wadah Shalabi a alojarse en dicha casa. En la entrada, permitieron pasar a las mujeres y los niños, pero los tres hombres presentes fueron retenidos allí. Al ordenarles que se levantasen la ropa, confundieron la faja cervical de Abd al-Karim con un cinturón de explosivos e inmediatamente les dispararon a una distancia de metro y medio. Abd al-Karim y Wadah murieron por disparos en la cabeza, mientras que el tercer hombre presente, Fati Shalabi, de 63 años, sobrevivió haciéndose el muerto.[14]
- Issa Wishahi, de 60 años, y su mujer Mariam, de 58, estaban en su casa cuando los combates comenzaron en los alrededores. Un proyectil de tanque impactó en la casa, llenándola de humo, tras lo que su hijo Munir, de 18 años, huyó asustado y fue abatido por los soldados. Poco después, la metralla de un segundo proyectil de tanque hirió a Mariam. Pese a estar a apenas unos metros del hospital de Yenín, el ejército israelí no permitió el acceso de personal médico, y la anciana murió un día y medio después por las heridas sufridas en la explosión.[14]
- Yusra Abu Khurj, una mujer de 60 años con una discapacidad mental, estaba mirando por la ventana de su habitación cuando un misil disparado desde un helicóptero acabó con su vida. En aquel momento no se estaban desarrollando combates en la zona ni la casa había sido usada por milicianos palestinos. Los soldados israelíes no permitieron a la familia recoger su cuerpo descompuesto hasta once días después. Según HRW, "el asesinato de civiles desarmados en una situación donde no se está desarrollando un combate requiere una investigación por crímenes de guerra".[14]
- Unos cincuenta soldados israelíes ocuparon la casa de la familia de Nizar Mutahim, de 22 años, la noche del 5 de abril. Registraron a todos sus habitantes y los encerraron en una habitación. A la mañana siguiente, sacaron a los hombres a la calle y les pidieron que se levantasen la ropa. Nizar intentó huir y fue abatido de un disparo en la cabeza.[14]
- Jamal Fayid, de 37 años y paralizado desde el día de su nacimiento, no podía hablar, comer o moverse sin ayuda externa, y por ello vivía junto con otros 17 familiares en un edificio del campamento de Yenín. El 5 de abril, un misil de un helicóptero israelí hizo arder la segunda y tercera planta de su edificio; intentaron huir, pero a una de sus tías le dispararon en el hombro nada más salir por la puerta. Poco después escaparon por una ventana trasera, pero dejaron a Jamal en casa. Tras pedir permiso a diversos grupos de soldados para sacarlo, finalmente permitieron que un grupo de cinco mujeres entrara a sacarlo pero, cuando estaban dentro, un bulldozer israelí comenzó a destruir la casa. Ellas tuvieron el tiempo justo de salir, pero Jamal murió sepultado en los escombros. Según HRW, "este caso requiere una investigación como posible crimen de guerra".[14]
- Un tanque con soldados y un altavoz pidió a todos los hombres varones en la calle de Jamal al-Sabbagh, de 33 años, que salieran a la calle, se levantasen la ropa y se identificasen. Tras cumplir lo ordenado, lo enviaron junto con los demás hombres a la plaza del hospital. Como era diabético, los soldados le habían permitido llevar su medicación en una bolsa. Al llegar, los soldados le dijeron que tirase la bolsa. Luego le ordenaron que se quitara los pantalones y, mientras lo hacía, le dispararon, muriendo pocos minutos después.[14]
- Ali Muqasqas recibió dos disparos de francotirador en el pecho al abrir la puerta de su casa. Iba a por agua para realizar la oración del mediodía. Al ser herido se refugió tras unas escaleras de cemento; cuando su hijo Hassan y un vecino fueron a ayudarle, el mismo francotirador disparó en el pecho a este último, Mahmud Talib, por lo que decidieron volver a adentrarse en la casa. Hassan no pudo estar seguro de la muerte de su padre hasta ocho días después, cuando la Media Luna Roja confirmó su fallecimiento[14]
- Cuando los bulldozers comenzaron a destruir sin previo aviso la casa de Muhammad Abu Saba'a, de 65 años, él salí corriendo a pedir al operario que detuviera la demolición, ya que su familia aún estaba en la casa. El operario estuvo de acuerdo y se retiró pero, nada más entrar en casa, un francotirador israelí abatió de un disparo a Muhammad, que murió casi al instante. Según HRW, "el asesinato intencionado de civiles desarmados en situaciones que no son de combate es una violación de la ley internacional humanitaria y constituye un crimen de guerra".[14]
- Nayif Abd al-Jabr y 'Amid Fayid, de 19 y 20 años respectivamente, se encontraban fuera del campamento de refugiados de Yenín cuando oyeron dos tanques israelíes y decidieron volver a casa. Dos amigos que estaban con ellos se les unieron, y en una esquina fueron atacados por helicópteros Apache israelíes. Nayif y 'Amid resultaron gravemente heridos; a 'Amid lo llevaron al hospital, donde murió poco después de llegar, mientras que Nayif murió tras varias horas de espera en el suelo de una tienda a la que lo habían llevado para cobijarlo de los disparos. Los soldados israelíes impidieron durante horas la llegada de ambulancias al lugar. Una joven de 15 años, Rina Hassan, resultó herida en los pulmones y el hombro por la metralla de un misil de helicóptero israelí en el transcurso del mismo incidente.[14]
- Faris Zaiban, de 14 años y residente en la ciudad de Yenín, salió de su casa para comprar alimentos cuando el ejército israelí levantó el toque de queda en la ciudad. Junto a otros niños y algunas mujeres, se dirigían a una tienda cuando encontraron un tanque israelí en mitad del camino que, a una distancia de unos 75 metros, comenzó a dispararles, matando a Faris en el acto. Según HRW, "el uso de fuerza letal contra un grupo de civiles tras el levantamiento de un toque de queda, en un lugar donde no hay combates, constituye un ataque deliberado sobre civiles desarmados y es un crimen de guerra".[14]

### Víctimas militares
Aparte de las víctimas civiles citadas anteriormente, el informe de Human Rights Watch también menciona el caso de Munthir al-Haj, un miliciano palestino de 22 años que resultó herido el primer día de combate y al que unos compañeros dejaron en las escaleras de una mezquita anexa al hospital al-Razi. Durante dos horas, los médicos y enfermeras del hospital realizaron una serie de intentos frustrados de ayudar a Munthir, todos ellos detenidos por disparos de un tanque israelí que se había estacionado a apenas 6 metros del herido. Él mismo intentó subir las escaleras, pero sus heridas se lo impidieron, y el intento de lanzarle una cuerda se frustró por la circunstancia de tener ambas manos rotas. Cuando estaba boca abajo y con la cabeza en las manos, una ráfaga de disparos en su espalda acabó con su vida en un momento en el que no se estaban produciendo combates en la zona. Según HRW, "los combatientes heridos que ya no participan en el combate tienen derecho a tratamiento médico y no son un objetivo legítimo. El asesinato de al-Haj después de ser herido y desarmado es un acto de asesinato premeditado, una grave ruptura de la Convención de Ginebra y, por lo tanto, un crimen de guerra".